# Cmentarz żydowski w Bydgoszczy
W Bydgoszczy istniały dwa żydowskie cmentarze - stary i nowy. Istniał także cmentarz żydowski w Bydgoszczy-Fordonie.

## Cmentarz żydowski „stary”
Pierwszy cmentarz żydowski w Bydgoszczy został założony w 1816 r. na obecnym Wzgórzu Henryka Dąbrowskiego przy ul. Filareckiej. Cmentarz zamknięto dla pochówków w 1874 roku. W roku 1915 cmentarz był już częściowo zniszczony, a w 1939 roku znajdowało się tam jeszcze kilkadziesiąt nagrobków. Nekropolia została zniszczona w czasie II wojny światowej przez hitlerowców. Kilka pozostałych nagrobków usunięto w latach 1947-1948. Jedyną pozostałością była istniejąca jeszcze w latach 80. XX wieku pompa przy wejściu do cmentarza.
W 2008 zaproponowano, aby miejsce dawnego cmentarza upamiętnić ustawieniem na skwerze przy ul. Filareckiej kilkumetrowej, emitującej światło laserowe menory (siedmioramiennego świecznika). Wokół niej miał stanąć murek z autentycznych macew, pozostałych po zniszczonych przez Niemców cmentarzach żydowskich w Bydgoszczy. Zgodnie z żydowską tradycją wszystkie planowane elementy miały być zwrócone w stronę Jerozolimy. Projekt ten nie doczekał się realizacji.

## Cmentarz żydowski „nowy”
„Nowy” cmentarz żydowski założono w 1874 roku przy ul. Szubińskiej 110 (rejon obecnej ulicy Ikara). Miał on powierzchnię 6 ha. Także i on także całkowicie zniszczony przez Niemców w 1940 roku. Ostateczna likwidacja cmentarza nastąpiła w latach 1948-1950, kiedy to zmarłych ekshumowano i powtórnie pochowano na Cmentarzu Bohaterów na Wzgórzu Wolności. Ostatnie  szczątki znaleziono w 1999, co oznacza, że część powstałej później w tym miejscu zabudowy stoi na dawnych grobach.
Nie zachował się żaden nagrobek, zachował się natomiast żydowski dom pogrzebowy (nr 20A). Roszczenia do tego terenu zgłaszała żydowska gmina wyznaniowa w Warszawie, jednakże komisja majątkowa z uwagi na całkowitą zmianę przeznaczenia tego terenu wniosek ten odrzuciła w 2013r.